# 옥수역
옥수역(玉水驛, Oksu station)은 서울특별시 성동구 옥수동에 있는 서울 지하철 3호선과 경원선의 철도역이며, 수도권 전철 3호선과 수도권 전철 경의·중앙선의 환승역이다. 경원선 구간으로 운행하는 ITX-청춘 열차가 총 6회 (상·하행 각 3회) 정차한다. 수도권 전철 3호선은 이 역에만 지상 구간이다.

## 역사
- 1983년 9월 13일 : 옥수역으로 역명 결정[2]
- 1985년 10월 18일 : 서울 지하철 3호선 독립문 ~ 양재 구간 개통과 함께 영업 개시[3], 경원선 역사 동시 개통
- 2001년 7월 1일 : 경원선 승강장 이전 영업 개시
- 2005년 12월 15일 : 수도권 전철 1호선에서 수도권 전철 중앙선으로 분리와 함께 역번호를 K128에서 K114로 변경
- 2009년 11월 20일 : 한강시민공원 출구 완공, 개통
- 2010년 : 경원선 옥수역 스크린도어 설치
- 2012년 11월 1일 : ITX-청춘 옥수역 추가정차

## 역 구조
출구는 7개가 있다. 두 노선 모두 2면 2선의 상대식 승강장이 있는 지상역이며, 스크린도어가 설치되어 있다. 3호선의 경우 곡선형 승강장으로 인해 열차와 단차가 있어 승차시 열차와 승강장 사이의 틈을 조심해야 한다.

#### 3호선 승강장
| 금호 ↑   |
| \| 상    |
| ↓ 압구정 |

| 상행 | ● 수도권 전철 3호선 | 충무로 · 종로3가 · 불광 · 연신내 · 구파발 · 대화 방면 |
| 하행 | ● 수도권 전철 3호선 | 압구정 · 고속터미널 · 교대 · 도곡 · 오금 방면         |

#### 경의·중앙선 승강장
| ↑ 한남 |
| \| １  |
| 응봉 ↓ |

| 1 | ● 수도권 전철 경의·중앙선            | 회기 · 망우 · 도농 · 덕소 · 용문 · 지평 방면 |
| 1 | ITX-청춘                             | 왕십리 · 청량리 · 가평 · 춘천 방면           |
| 2 | ● 수도권 전철 경의·중앙선 · ITX-청춘 | 이촌 · 용산 · 금릉 · 문산 방면               |

#### 출구
게이트는 따로 정산하나, 한국철도공사 관할 출구(개찰구)는 없다. 서울교통공사의 수도권 전철 3호선 개찰구를 수도권 전철 경의·중앙선과 공유하므로 수도권 전철 경의·중앙선 이용 시에도 개찰구 밖으로 나갔다가 15분 이내에 다시 개찰구 안으로 들어온 경우 환승으로 인정된다.

## 경원선 승강장 이전 공사
옥수역은 서울 지하철 3호선과의 환승을 위하여 부득이 급커브 구간에 역사를 설치하여 전동차가 정차하였을 경우 승강장과 차량의 간격이 무려 40cm나 될 정도로 넓어서 어린이 동반 승객들은 어린이를 안고 타야 하였고, 유모차나 휠체어 등을 이용하는 경우에는 주위 사람들의 도움을 받아야 할 정도였으며, 5분 동안 열차가 대기하기도 하였다. 어린이 뿐만 아니라 성인이라 하더라도 틈으로 발이 빠지는 사례가 잦았다. 특히 가와사키 디젤 동차가 운행되던 때는 그 정도가 심하여 곡선으로 승강장과 열차와의 간격이 매우 넓으니 조심하시기 바랍니다.라고 쓰여진 경고문을 승강장 곳곳에서 흔히 볼 수 있었다. 이러한 안전 사고 발생 우려로 인하여 1999년부터 경원선 선로 및 옥수역 승강장을 신설, 개량하는 공사를 시작하여 2001년에 완공하였다.

## 문화
- 호랑 작가의 옥수역 귀신이라는 작품으로 옥수역의 괴담을 그려낸 작품이 있다.
- 멋진 외관 때문에 한때는 방송에서 촬영이나 CF 광고도 촬영했었다.
- 서울 지하철 3호선의 경우 동호대교, 한강의 풍경을 함께 담을 수 있어, 이 역을 배경으로 한 지하철 관련 자료사진이 언론, 책자 등에 많이 사용되었다.
- 영화 튜브에서 테러범 강기택 (박상민 분)이 옥수역에 설치한 폭탄이 폭발하여 극중에서 역사가 폭발 화재로 소실된 장면이 있었다.

## 역 주변
- 서울옥정초등학교
- 옥정중학교
- 서울방송고등학교
- 주한 말레이시아 대사관
- 주한 이집트 대사관
- 주한 가나 대사관
- 주한 남아프리카 공화국 대사관
- 주한 몽골 대사관
- 옥수파출소
- 옥수동행정복지센터
- 동호대교
- 한강시민공원[5]
- 미타사
- 옥수동성당
- 옥수삼성아파트

## 사진

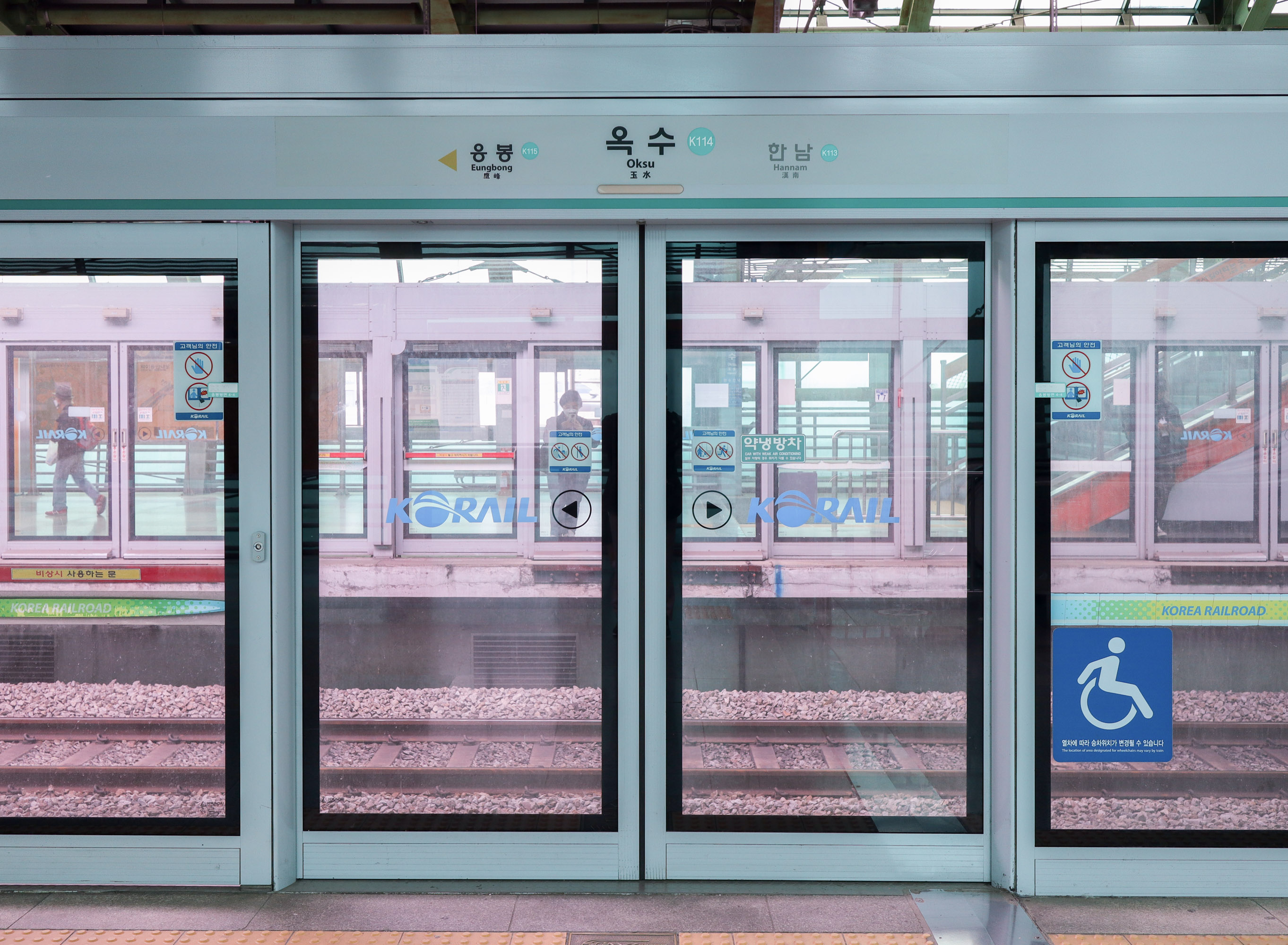
경의·중앙선 승강장 스크린도어
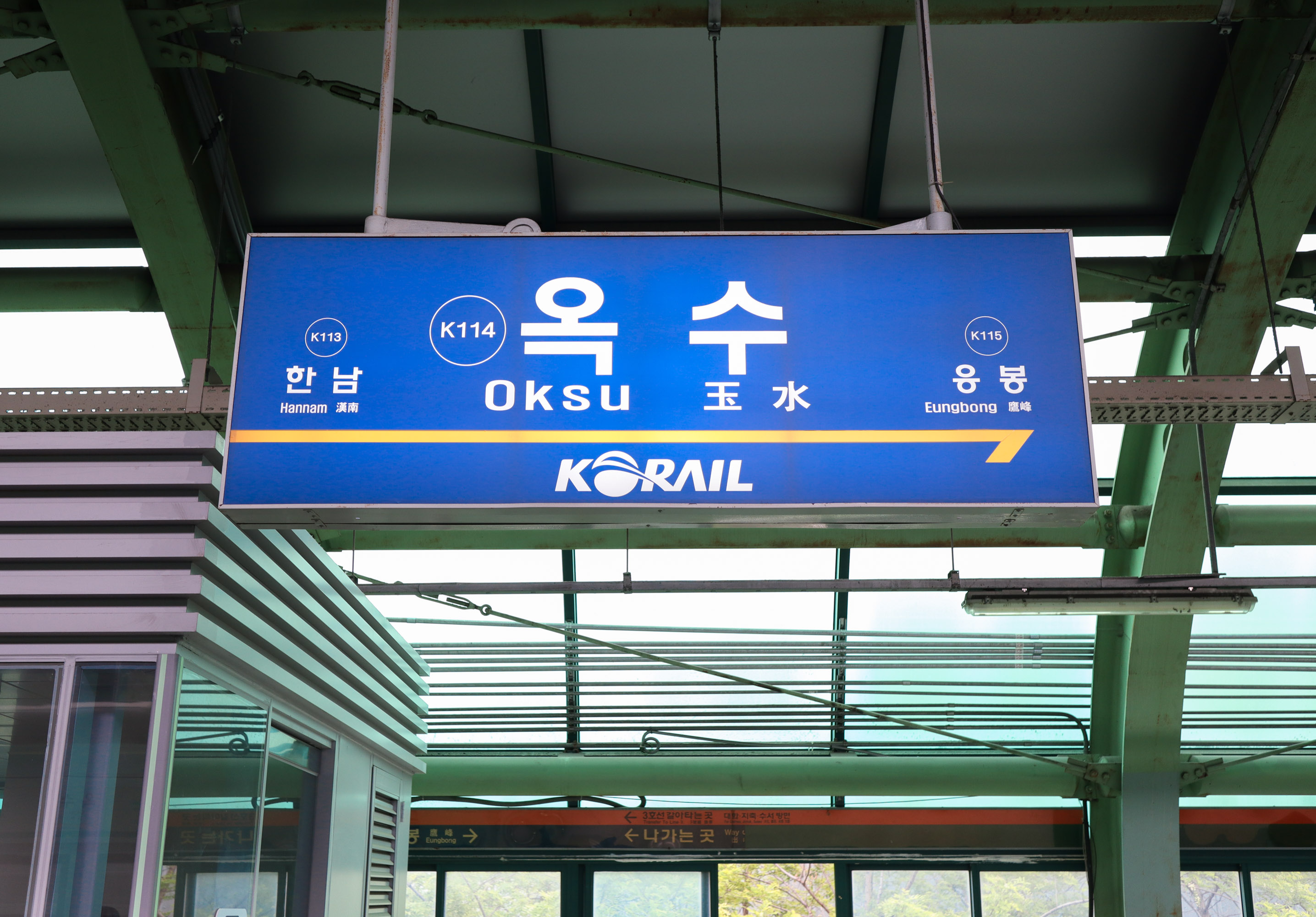
경의·중앙선 역명판
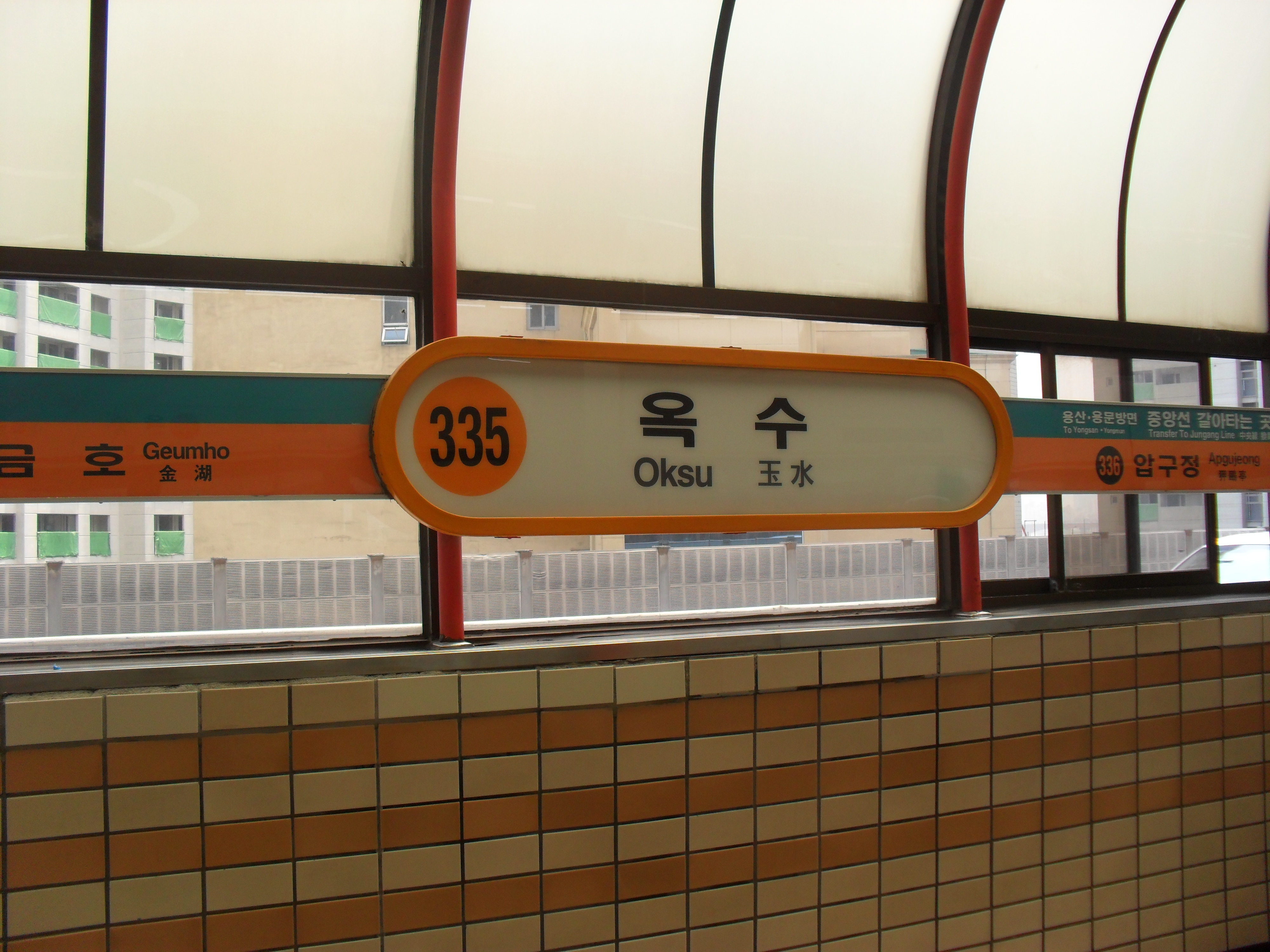
3호선 역명판(교체전)
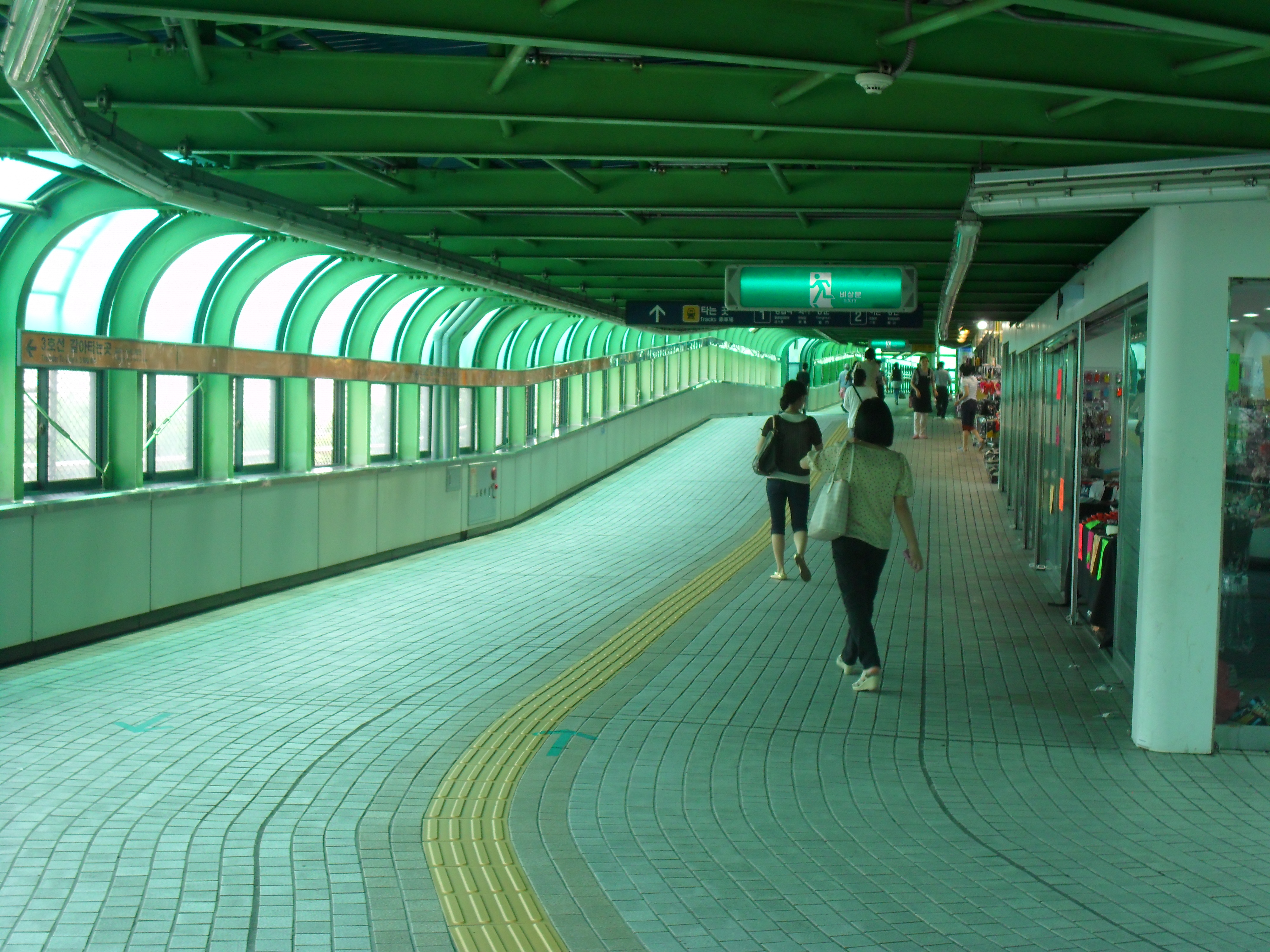
환승 통로
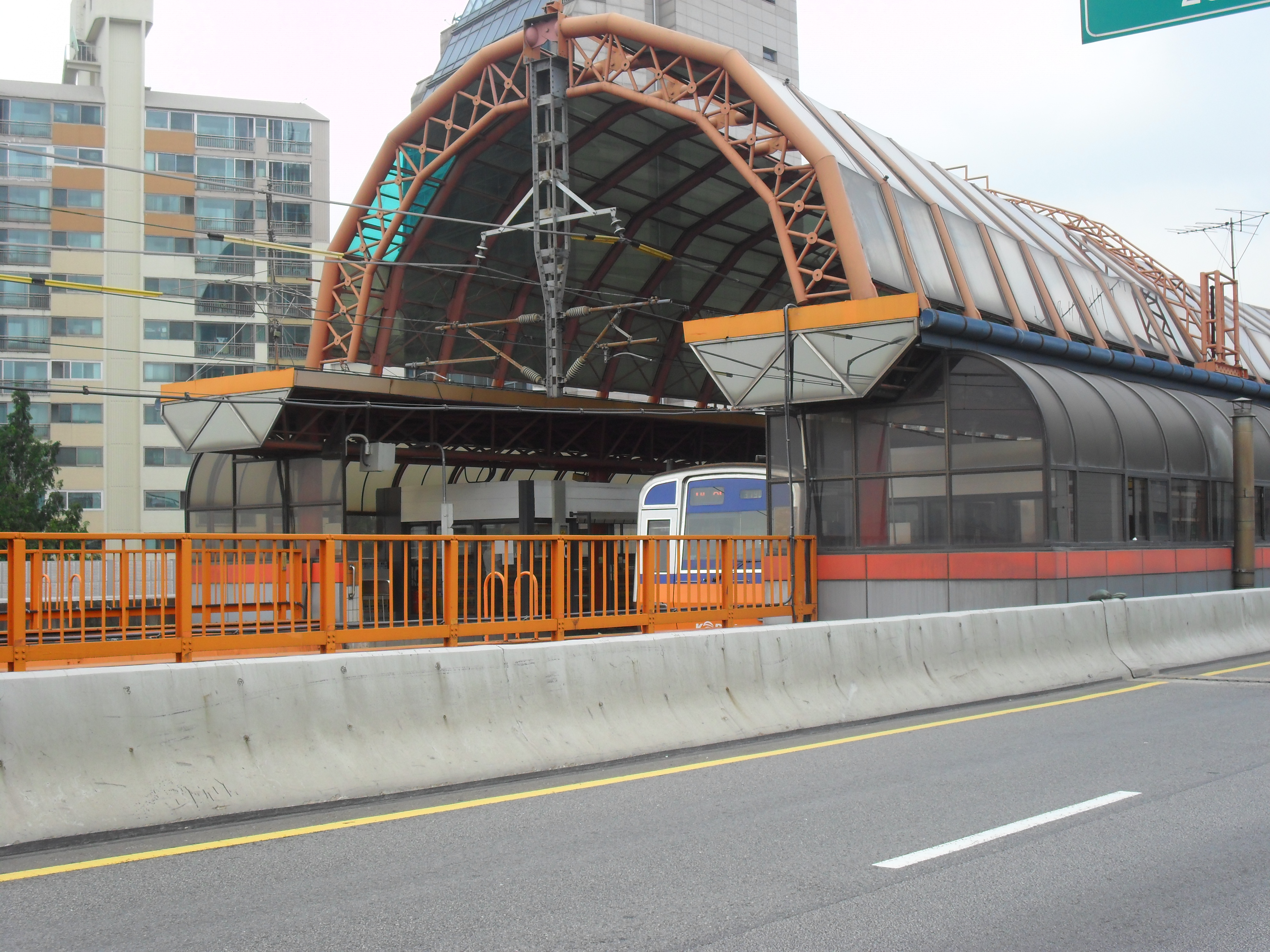
3호선 역사
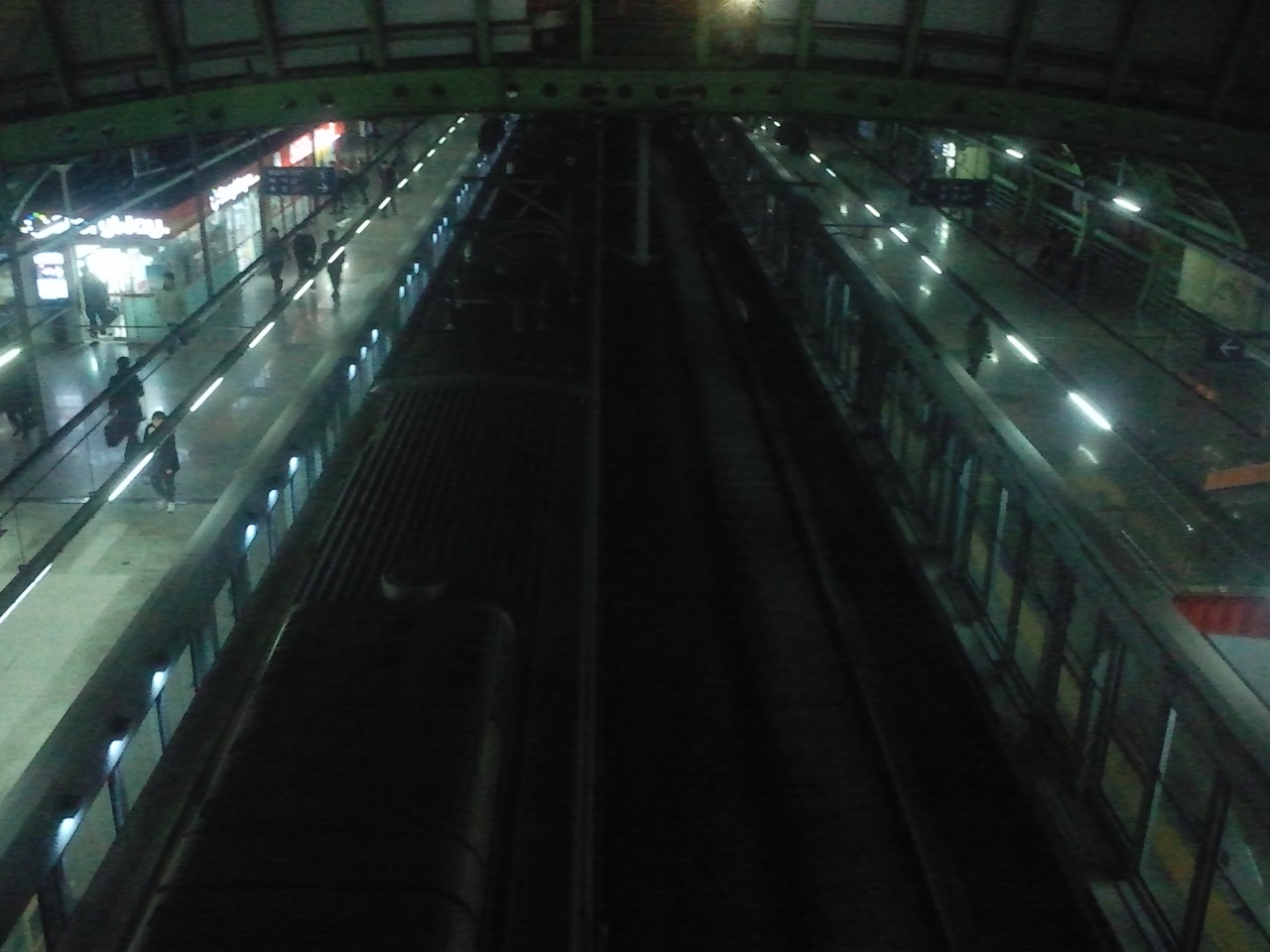
경의·중앙선 승강장

## 이용객 변동
ITX-청춘의 2012년 자료는 운행 개시일인 2012년 2월 28일부터 12월 31일까지인 308일 기준으로 환산한 것이다.
| 노선          | 노선   | 일평균 인원수 (명/일) | 일평균 인원수 (명/일) | 일평균 인원수 (명/일) | 일평균 인원수 (명/일) | 일평균 인원수 (명/일) | 일평균 인원수 (명/일) | 일평균 인원수 (명/일) | 일평균 인원수 (명/일) | 일평균 인원수 (명/일) | 일평균 인원수 (명/일) | 각주                  | 각주                  | 각주                  | 각주  |
| 노선          | 노선   | 2000년                | 2001년                | 2002년                | 2003년                | 2004년                | 2005년                | 2006년                | 2007년                | 2008년                | 2009년                | 각주                  | 각주                  | 각주                  | 각주  |
| ------------- | ------ | --------------------- | --------------------- | --------------------- | --------------------- | --------------------- | --------------------- | --------------------- | --------------------- | --------------------- | --------------------- | --------------------- | --------------------- | --------------------- | ----- |
| 3호선         | 승차   | 8,284                 | 9,123                 | 9,236                 | 8,915                 | 9,174                 | 9,372                 | 9,442                 | 9,220                 | 9,155                 | 9,156                 | [ 6 ]                 | [ 6 ]                 | [ 6 ]                 | [ 6 ] |
| 3호선         | 하차   | 7,803                 | 8,410                 | 8,625                 | 8,456                 | 8,834                 | 9,102                 | 9,199                 | 9,003                 | 9,307                 | 8,955                 | [ 6 ]                 | [ 6 ]                 | [ 6 ]                 | [ 6 ] |
| 3호선         | 승하차 | 16,086                | 17,533                | 17,862                | 17,372                | 18,009                | 18,474                | 18,641                | 18,224                | 18,462                | 18,111                | [ 6 ]                 | [ 6 ]                 | [ 6 ]                 | [ 6 ] |
| 1호선(중앙선) | 승차   | 2,391                 | 1,535                 | 1,829                 | 1,771                 | 6                     | 2,184                 | 2,233                 | 2,184                 | 2,217                 | 2,245                 | [ 7 ]                 | [ 7 ]                 | [ 7 ]                 | [ 7 ] |
| 1호선(중앙선) | 하차   | 1,422                 | 1,449                 | 1,286                 | 1,193                 | 0                     | 2,016                 | 2,072                 | 2,079                 | 2,090                 | 2,134                 | [ 7 ]                 | [ 7 ]                 | [ 7 ]                 | [ 7 ] |
| 노선          | 노선   | 일평균 인원수 (명/일) | 일평균 인원수 (명/일) | 일평균 인원수 (명/일) | 일평균 인원수 (명/일) | 일평균 인원수 (명/일) | 일평균 인원수 (명/일) | 일평균 인원수 (명/일) | 일평균 인원수 (명/일) | 일평균 인원수 (명/일) | 일평균 인원수 (명/일) | 일평균 인원수 (명/일) | 일평균 인원수 (명/일) | 일평균 인원수 (명/일) | 각주  |
| 노선          | 노선   | 2010년                | 2011년                | 2012년                | 2013년                | 2014년                | 2015년                | 2016년                | 2017년                | 2018년                | 2019년                | 2020년                | 2021년                | 2022년                | 각주  |
| 3호선         | 승차   | 9,450                 | 9,495                 | 9,861                 | 10,601                | 10,885                | 10,624                | 10,428                | 10,341                | 10,230                |                       |                       |                       |                       | [ 6 ] |
| 3호선         | 하차   | 9,172                 | 9,221                 | 9,707                 | 10,580                | 11,126                | 10,898                | 10,854                | 10,744                | 10,661                |                       |                       |                       |                       | [ 6 ] |
| 3호선         | 승하차 | 18,622                | 18,716                | 19,568                | 21,181                | 22,011                | 21,523                | 21,282                | 21,085                | 20,891                |                       |                       |                       |                       | [ 6 ] |
| 경의·중앙선   | 승차   | 2,335                 | 2,411                 | 2,474                 | 2,735                 | 2,834                 | 2,992                 | 2,999                 | 2,942                 | 2,848                 | 2,786                 | 2,173                 | 2,233                 | 2,377                 | [ 7 ] |
| 경의·중앙선   | 하차   | 2,205                 | 2,265                 | 2,360                 | 2,634                 | 2,783                 | 2,957                 | 3,050                 | 2,996                 | 2,920                 | 2,818                 | 2,189                 | 2,253                 | 2,378                 | [ 7 ] |
| ITX-청춘      | 승차   | 미개통                | 미개통                | 40                    | 71                    | 65                    | 54                    | 50                    | 52                    | 48                    | 51                    | 39                    | 42                    | 49                    | [ 7 ] |
| ITX-청춘      | 하차   | 미개통                | 미개통                | 53                    | 78                    | 76                    | 63                    | 59                    | 60                    | 58                    | 61                    | 44                    | 46                    | 55                    | [ 7 ] |

## 인접한 역
| 서울 지하철 3호선             | 서울 지하철 3호선                     | 서울 지하철 3호선             |
| ----------------------------- | ------------------------------------- | ----------------------------- |
| 334 금호 대화 방면            | ● 수도권 전철 3호선                   | 336 압구정 오금 방면          |
| 경원선                        |                                       |                               |
| K113 한남 문산 방면 문산 방면 | ● 수도권 전철 경의·중앙선 본선 완행   | K115 응봉 지평 방면 용문 방면 |
| K111 이촌 문산 방면           | ● 수도권 전철 경의·중앙선 중앙선 급행 | K116 왕십리 용문 방면         |
| 용산 방면                     | ITX-청춘 경춘선                       | 왕십리 춘천 방면              |